# 코인스코볼라

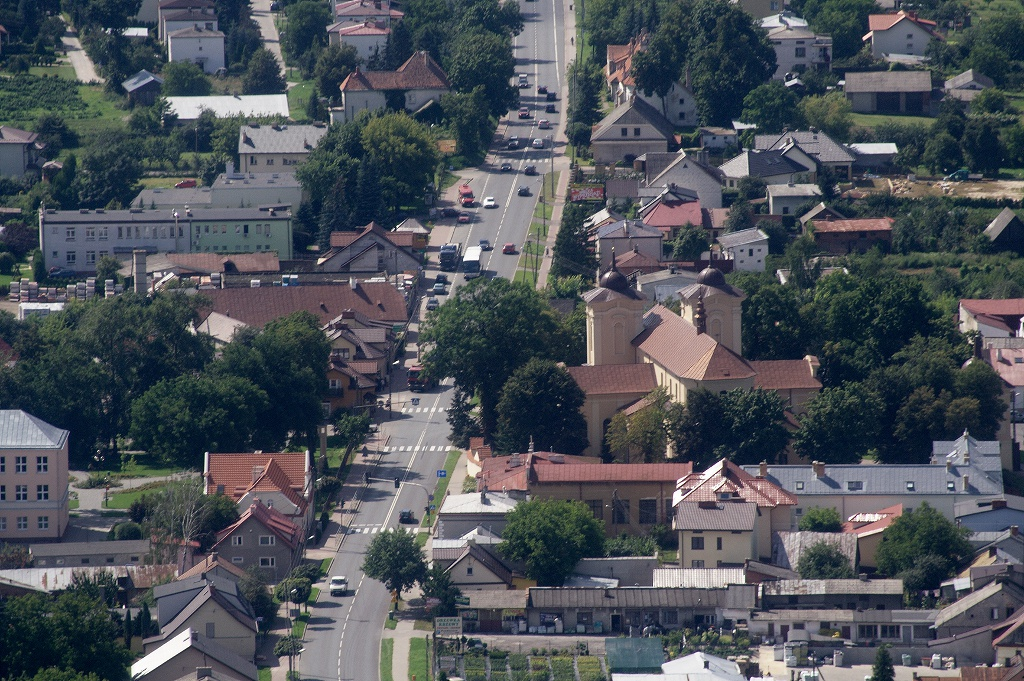

코인스코볼라(폴란드어: Końskowola)는 폴란드 남쪽의 Puławy와 Lublin 사이에 있는 마을이다. 면적은 9.8 km2이며, 인구밀도는 223/km2이다. 2004년 자료에 따르면 2188명이 살고 있다.
코인스코볼라를 직역하면 '말의 의지(Horse's Will)'라고 할 수 있다. 하지만 실제 어원은 Wola라는 것에서 왔으며 그것은 '마을의 모습(a type of village)'이란 뜻이다.